# Somnath Chatterjee
Somnath Chatterjee, född 25 juli 1929 i Tezpur, Assam, död 13 augusti 2018 i Calcutta, var en indisk politiker tillhörande partiet CPI (M). Han anslöt sig till detta parti 1968 och ställde för första gången upp i valen till Lok Sabha 1971 och blev då invald. Somnath Chatterjee var son till N.C. Chatterjee, en gång partiledare för Akhil Bharatiya Hindu Mahasabha. 
Somnath Chatterjee återvaldes till Lok Sabha vid varje val från invalet 1971. I den fjortonde Lok Sabha, vald 2004, var han talman.